# Асахіна Сара
Сара Асахіна (яп. 朝比奈沙羅, нар. 22 жовтня 1996) — японська дзюдоїстка, триразова чемпіонка світу. 

## Спортивні результати на міжнародних змаганнях

### Виступи на Чемпіонатах світу
| Змагання                     | Місце проведення   | Вагова категорія | Місце  |
| ---------------------------- | ------------------ | ---------------- | ------ |
| Чемпіонат світу з дзюдо 2017 | Будапешт, Угорщина | понад 78 кг      | Срібло |
| Чемпіонат світу з дзюдо 2018 | Баку, Азербайджан  | понад 78 кг      | Золото |